# ماري هيتون فورس
كانت ماري هيتون فورس (11 أكتوبر 1874 - 14 يونيو 1966) صحفية وروائية أمريكية. رسخت سمعتها كصحفية تغطي الاحتجاجات العمالية لقوى عاملة من النساء والمهاجرات في صناعة النسيج في الساحل الشرقي. استندت رواياتها الخيالية اللاحقة إلى هذه المادة التي تصف النضالات الاجتماعية والمحلية للمرأة العاملة. شاركت فورس في الاحتجاجات العمالية والمدنية انطلاقًا من عدم رغبتها بأن تكون مجرد مراقبة غير مهتمة؛ وخضعت لمراقبة وزارة العدل الأمريكية بشكل منتظم لفترة من الوقت.

## ناشطة وصحفية

### المعارضة النسوية للحرب
كانت فورس رئيسة منطقة لحزب حق المرأة في الاقتراع في مدينة نيويورك منذ عام 1910؛ وكانت مندوبة الحزب في المؤتمر الدولي لحقوق المرأة في الاقتراع في بودابست في عام 1913. شكلت حزب السلام للمرأة بعد اندلاع الحرب في أوروبا مع أليس هاميلتون، وكاري تشابمان كات، وليليان والد، وفلورنس كيلي، وغيرهم من أعضاء مجموعة «الهيترودوكسي». أعادها الحزب عبر المحيط الأطلسي في أبريل عام 1915، فكانت واحدة من أكثر من 1000 مندوبة حضرن المؤتمر الدولي للمرأة في لاهاي. أدى المؤتمر إلى إنشاء الرابطة النسائية الدولية للسلام والحرية.
رأت فورس الجنود في أوروبا يضحكون ويشربون في القطارات التي تنقلهم إلى أماكن يقتلون فيها ويُقتَلون. كتبت في مذكراتها: «ثمة ذاك الشيء الذي يجعل الرجل عدو نفسه وعدو كل امرأة. يسعد الرجل بشدة في المخاطرة بحياته بينما يأخذ حياة الآخرين. يُعرف ذلك بالنسوية عندما تصبح المرأة واعية لفهم هذا الأمر».
تجاهلت فورس الأحداث السياسية والدبلوماسية عندما قدمت تقاريرها لاحقًا من أوروبا، وركزت بدلًا من ذلك على تأثير الحرب على السكان المدنيين، وخاصة النساء والأطفال. عادت إلى بودابست في يونيو عام 1919، وكانت من المراسلين الأمريكيين القلائل الذين زاروا حكومة بيلا كون الشيوعية قصيرة الأمد في المجر. كانت فورس مراسلة موسكو لشركة هيرست (شركة إعلام أمريكية متعددة الجنسيات) عند وصولها إلى الاتحاد السوفيتي خلال عام 1921؛ وذلك قبل عدة أسابيع من قبول المراسلين الذكور من الصحف الأمريكية الكبرى. لاحقها عملاء وزارة العدل في طريق عودتها إلى وطنها لنقل حملة إطلاق سراح السجناء السياسيين الأمريكيين المسجونين خلال فترة الرعب الأحمر الأول. بدأت أيضًا في إصدار مقالات حول عمالة الأطفال، ووفيات الأطفال، والنزاعات العمالية، وإسكان الطبقة العاملة بشكل منتظم في العديد من الصحف بما في ذلك نيويورك بوست ونيويوركك ورلد.

## كاتبة خيالية

### روايات تعاونية
عملت فورس على كتابة روايتين تعاونيتين أو مركبتين نظمتهما إليزابيث جوردان، الناشطة في مجال حقوق المرأة في الاقتراع ومحررة مجلة هاربرز بازار. كانت فورس في عام 1907 واحدة من بين عشرات المؤلفين، من بينهم هنري جيمس ووليام دين هاولز، الذين ساهم كل منهم بفصل من رواية الأسرة بأكملها، وهي ملحمة متعددة الأجيال نُشِرت كسلسلة في مجلة جوردان ثم نشرتها هاربر ككتاب في عام 1908. صمم هاولز المشروع في الأصل باعتباره تحفة فنية لعلامته التجارية المعروفة بالواقعية الأدبية. عُرقِلت رؤيته للكتاب بسبب الوكالة التي أصرت الكاتبات فيها على توفير الشخصيات النسائية.
تعاونت فورس مرة أخرى مع جوردان في رواية شجرة شجرة البلوط القوية الخيالية في عام 1917، إلى جانب ثلاثة عشر مؤلفًا آخر كانوا على استعداد للتبرع بالعائدات لصالح قضية حق المرأة في الاقتراع، ومن ضمنهم فاني هورست، ودوروثي كانفيلد فيشر، وأليس دوير ميلر، وإثيل واتس مومفورد، وهنري كيتشل ويبستر ووليام ألن وايت. نُشِرت الرواية كسلسلة في مجلة كوليرز ويكلي، ونُشرت بعد ذلك كرواية عبر شركة هنري هولت وشركاه للنشر والتوزيع في عام 1917. وقعت أحداث الرواية في شمال ولاية نيويورك، وتوقعت إجراء استفتاء عام 1917 على حق المرأة في الاقتراع. واجه الإصلاحيون المثاليون الآلة السياسية القاسية، وكانت الصورة التقليدية للرجل على أنه «شجرة البلوط القوية» الذي يدعم المرأة، أو «الكرمة المتشبثة»، موضع سخرية.

## روابط خارجية
- مؤلفات ماري هيتون فورس في مشروع غوتنبرغ
- أعمال ماري هيتون فورس في ليبري فوكس